# Ruth Goetz
Ruth Goetz (nata Ruth Goodman; Filadelfia, 12 gennaio 1912 – Englewood, 12 ottobre 2001) è stata una drammaturga e sceneggiatrice statunitense, moglie di Augustus Goetz che collaborò con lei alla scrittura di opere teatrali e sceneggiature cinematografiche.

## Biografia
Figlia di Lily Cartun Goodman e Philip Goodman, uno sceneggiatore e impresario teatrale, iniziò a studiare nelle Miss Marshall's Classes for Young Gentlewomen. Poco dopo studiò scenografia con Norman Bel Geddes e iniziò a lavorare come costumista. Sposò Augustus Otto Goetz, all'epoca un agente di cambio, l'11 ottobre 1932.
Nel perseguire la carriera di scrittori, i Goetz cominciarono a scrivere commedie insieme. Tra i primi, lavori, in collaborazione con Arthur Sheekman, si ricorda Franklin Street, una commedia vagamente ispirata all'autobiografia di Philip Goodman, rasppresentata al National Theatre di Washington nel 1940. Il loro successivo lavoro, One-Man Show, storia del rapporto tra padre e figlia ambientato nel mondo dei mercanti d'arte, venne rappresentato per la prima volta all'Ethel Barrymore Theatre di Broadway nel 1945 per un breve periodo.
Successivamente, i Goetz adattarono Washington Square, un romanzo dell'autore Henry James, andato in scena con lo stesso titolo con scarso successo. Decisero pertanto di rivedere il finale e lo ripresentarono con il titolo di The Heiress a Broadway nel 1947. Dopo il successo del lavoro, i Goetz realizzarono la sceneggiatura per l'adattamento cinematografico diretto da William Wyler. Il film fu acclamato dalla critica e ottenne la nomination ai Writers Guild of America come miglior film drammatico statunitense.
Alla fine degli anni 1940, André Gide concesse ai Goetz di adattare il suo romanzo, L'immoralista, come opera teatrale, che debuttò a Broadway nel 1954.
I due coniugi continuarono la loro collaborazione adattando il romanzo di Theodore Dreiser, Sister Carrie e l'opera teatrale di Zoë Akins, Morning Glory, per il cinema. Scrissero anche, per la MGM, la sceneggiatura del film Rhapsody.
L'ultima collaborazione tra i conigi Goetz fu l'adattamento teatrale del romanzo di Storm Jameson, The Hidden River, andato in scena a Broadway nel 1957. Poco dopo il debutto Augustus Goetz morì di malattia il 30 settembre 1957.
Nel 1959, Ruth Goetz scrisse il lavoro teatrale Sweet Love Remember'd in onore di suo marito. La rappresentazione ebbe termine a causa della morte della protagonista, Margaret Sullavan.
La Goetz tradusse e adattò molte opere teatrali francesi traducendole in lingua inglese, come L'Amour Fou di Andre Roussin in Madly in Love pubblicata nel 1964 e Comme au Theatre di Francoise Dorin in Play on Love pubblicata nel 1970.
La Goetz ricoprì diversi incarichi in molte organizzazioni sulla scena artistica di New York come la Young Playwrights, Inc, la Dramatists Guild e il Museum of Modern Art. Ebbe l'unica figlia, Judith, nel 1946.
Morì il 12 ottobre 2001 a Englewood nel New Jersey.

## Opere

### Commedie
- Franklin Street (1940)
- One Man Show (1945)
- The Heiress (1947)
- The Immoralist (1954)
- The Hidden River (1957)
- Madly in Love (1964)
- Play on Love (1970)

### Sceneggiature cinematografiche
- The Heiress (1949)
- Carrie (1952)
- Rhapsody (1954)
- Stage Struck (1958)
- Die Erbin (1958)
- The Heiress (1961)
- Arvtagerskan (1962)
- Die Erbin (1982)